# HMS P36 (1941)
Pour les autres navires du même nom, voir HMS P36.
Le HMS P36 (Pennant number: P36) est un sous-marin de la classe Umpire de la Royal Navy, construit en 1941 par Vickers-Armstrongs à Barrow-in-Furness (Angleterre).

## Conception et description
Le troisième lot de sous-marins de classe U a été légèrement élargi et amélioré par rapport au deuxième lot précédent de la classe U. Les sous-marins avaient une longueur totale de 60 mètres et déplaçaient 549 t en surface et 742 t en immersion. Les sous-marins de la classe U avaient un équipage de 31 officiers et matelots.
Le P36 était propulsé en surface par deux moteurs diesel fournissant un total de 615 chevaux-vapeur (459 kW) et, lorsqu'il était immergé, par deux moteurs électriques d'une puissance totale de 825 chevaux-vapeur (615 kW) par l'intermédiaire de deux arbres d'hélice. La vitesse maximale était de 14,25 nœuds (26,39 km/h) en surface et de 9 nœuds (17 km/h) sous l'eau.
Le P36 était armé de quatre tubes lance-torpilles de 21 pouces (533 mm) à l'avant et transportait également quatre recharges pour un grand total de huit torpilles. Le sous-marin était également équipé d'un canon de pont de 3 pouces (76 mm).

## Carrière
Le 26 novembre 1941, en patrouille dans le golfe de Gascogne, le P36 attaque un sous-marin allemand (U-Boot) avec des torpilles au sud-ouest de l'île de Belle-Ile. Les torpilles ont manqué leur cible qui pouvait être un des U-133, U-552, U-567 ou U-577.
Le 13 février 1942, le P36 lance quatre torpilles contre les croiseurs lourds italiens Gorizia et Trento dans la mer Ionienne, à environ 90 milles nautiques (170 km) à l'est du Capo Spartivento, en Calabre, en Italie. Aucune des torpilles n'a touché. Deux jours plus tard, le P36 torpille et endommage le destroyer italien Carabiniere au large de Tarente.
Le 1er avril 1942, le P36 se trouvait sur une jetée du port de Tas-Sliema' à Malte lorsque la Luftwaffe a attaqué le port. Une grosse bombe provenant d'un avion du Sturzkampfgeschwader 3 atterrit suffisamment près du sous-marin pour le trouer et il commence à couler. Malgré des efforts désespérés pour sauver le sous-marin, il se retourne et coule.
Après la perte du P36 en 1942, certains membres d'équipage survivants ont embarqué à bord d'un autre sous-marin, le HMS Olympus, à destination de Gibraltar. Peu après avoir quitté Malte le 8 mai 1942, l'Olympus heurte une mine et coule. Les neuf survivants des 98 passagers et membres d'équipage ont nagé sur une distance de 7 milles nautiques (11 km) jusqu'à la côte maltaise.
Le P36 n'a été renfloué que le 7 août 1958 et s'est ensuite échoué au large de Malte le 22 août 1958.

## Commandant
- Lieutenant  (Lt.) Harry Noel Edmonds (RN) du 12 août 1941 au 1er avril 1942